# Santuari de la Mare de Déu de Consolació (Santanyí)
El Santuari de la Mare de Déu de Consolació, sovint dit simplement Consolació, és un santuari de Mallorca situat dins el terme de Santanyí, al cim del Puig de Consolació, a 200 m d'altitud.
Els primers testimonis del santuari daten de 1348. Fins al segle xix, fou el centre de culte dels veïns de l'Alqueria Blanca, però el 1805, quan es construí l'església d'aquest llogaret, entrà en estat d'abandonament, i no fou fins al 1920 que es començà a recuperar. Entre 1931 i 1936 fou reformat segons projecte de l'arquitecte Francesc Casas, amb la construcció també d'un nou campanar.
L'església és de nau única i coberta de volta de canó. A l'interior destaquen un retaule barroc de 1646 dedicat a Santa Escolàstica, i una imatge de la Mare de Déu de Consolació, d'estil de transició entre el romànic i el gòtic, que fou trobada a Can Cordella de la Costa i col·locada a l'església el 1972. La carretera que hi puja és obra de l'enginyer Antoni Parietti (1931).